# Chatham (Michigan)
Chatham è un villaggio degli Stati Uniti d'America, situato nello Stato del Michigan, nella contea di Alger.